# Karup Å
Karup Å er et midtjysk vandløb. Før 1970 dannede åen grænsen mellem Viborg og Ringkøbing amter. Karup Å er Danmarks sjettestørste vandløb.
Et område på 500 hektar langs åen over en strækning på 20 kilometer mellem Karup og Hagebro blev fredet 1964, og hele strækningen fra Karup til Skive, i alt 1.008 hektar (inklusive nogle tilløb), er nu EU-habitatområde.

## Geografi
Karup Å begynder ved Skygge nordvest for Engesvang, ved sammenløbet af to vandløb: Bording Å, som udspringer ved Bording, og Skygge Å, der har sit udspring i Bølling Sø.
Noget længere oppe ad åen er der tilløb fra Vallerbæk der kommer fra Kompedal,
og et par kilometer syd for Karup får åen tilløb fra øst af Haller Å, der kommer fra området omkring Hauge Sø ved Grathe Hede syd for Thorning. Omkring 10 kilometer nordvest for Karup er der ved Resen tilløb fra Resen Bæk, der sammen med det lidt nordligere tilløb Sejbæk afvander Alheden og Kongenshus Mindepark. Ved Hagebro er der tilløb fra venstre af Haderup Å, der kommer fra syd. 
Åen fortsætter mod nord. I Skive Ådal er åen lagt i kanal, på dette stykke løber den parallelt med Koholm Å, der afvander Flyndersø og Stubbergaard Sø ved Hjerl Hede. Ved Lundbro i den sydvestlige ende af Skive løber de to åer sammen og munder ud i Skive Fjord syd for byens havn.

## Historie
Tidligere blev den nordlige del af åen (nord for Hagebro Kro) kaldt Skive Å, mens den sydlige del hed Karup Å. Jeppe Aakjær, der havde sin barndom ved åen, kaldte hele åen for Karup Å. Navnet Karup Å bruges herefter i vid udstrækning om hele åen, omend der på nogle kort stadig står Skive Å på det sidste stykke.
Tidligere var ådalen vigtigt græsningsområde for kreaturer. Men i 1870'erne blev der anlagt et vidtstrakt net af kanaler til vanding af engene for at forbedre høslettet. Ved Karup Å er der en lille bestand af den sjældne odder, og åen er endvidere kendt for sin fine bestand af havørreder.